# Погребальная урна
Погреба́льная у́рна — ёмкость, в большинстве случаев — сосуд или несколько сосудов, для хранения праха умершего человека, собранного в него после кремации. В редких случаях, урны могут применяться в случае частичного и даже полного развеивания праха. Местом для массового хранения погребальных урн является колумбарий.
Оссуарий также является погребальной урной, но для хранения скелетированных останков.

## Культура
Культура погребальных урн распространена по всему миру и неразрывно сообщается с культурой кремации. Урны, сохранившиеся до нашего времени, изготавливались из самых различных долговечных материалов — металла, керамики, стекла, камня.
Восточные славяне использовали кремацию в первом тысячелетии нашей эры с погребением останков как в урнах, так и в ямах.
В отдельных случаях современный похоронный ритуал предусматривает использование в качестве погребальных урн специальных капсул для запуска минерализованых останков на земную орбиту, в открытый космос или на Луну. Также технологически осуществимо включение минерализованного праха в состав специально синтезированных искусственных алмазов.

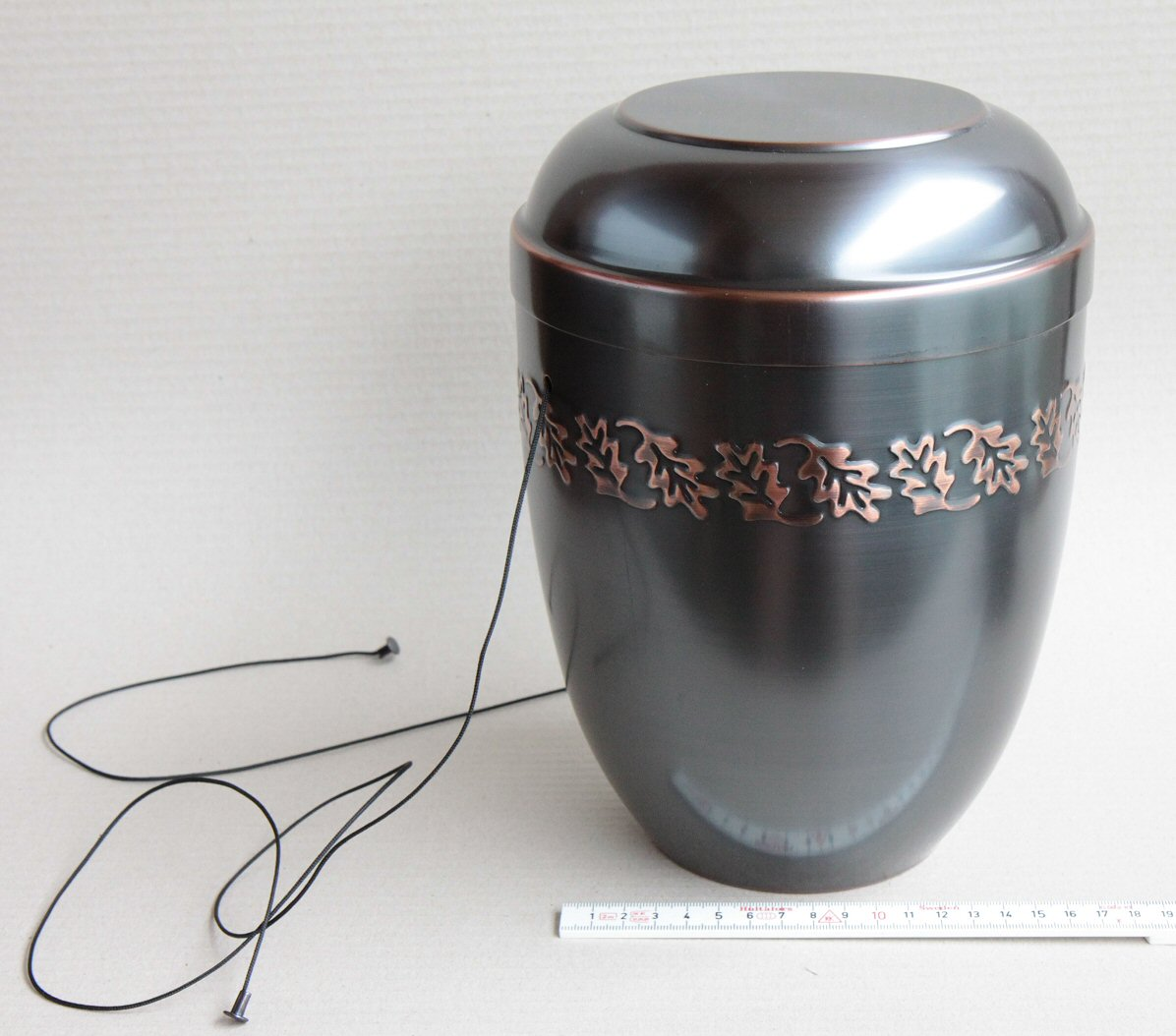
Декоративная урна. Шнуры с боку для опускания в землю.
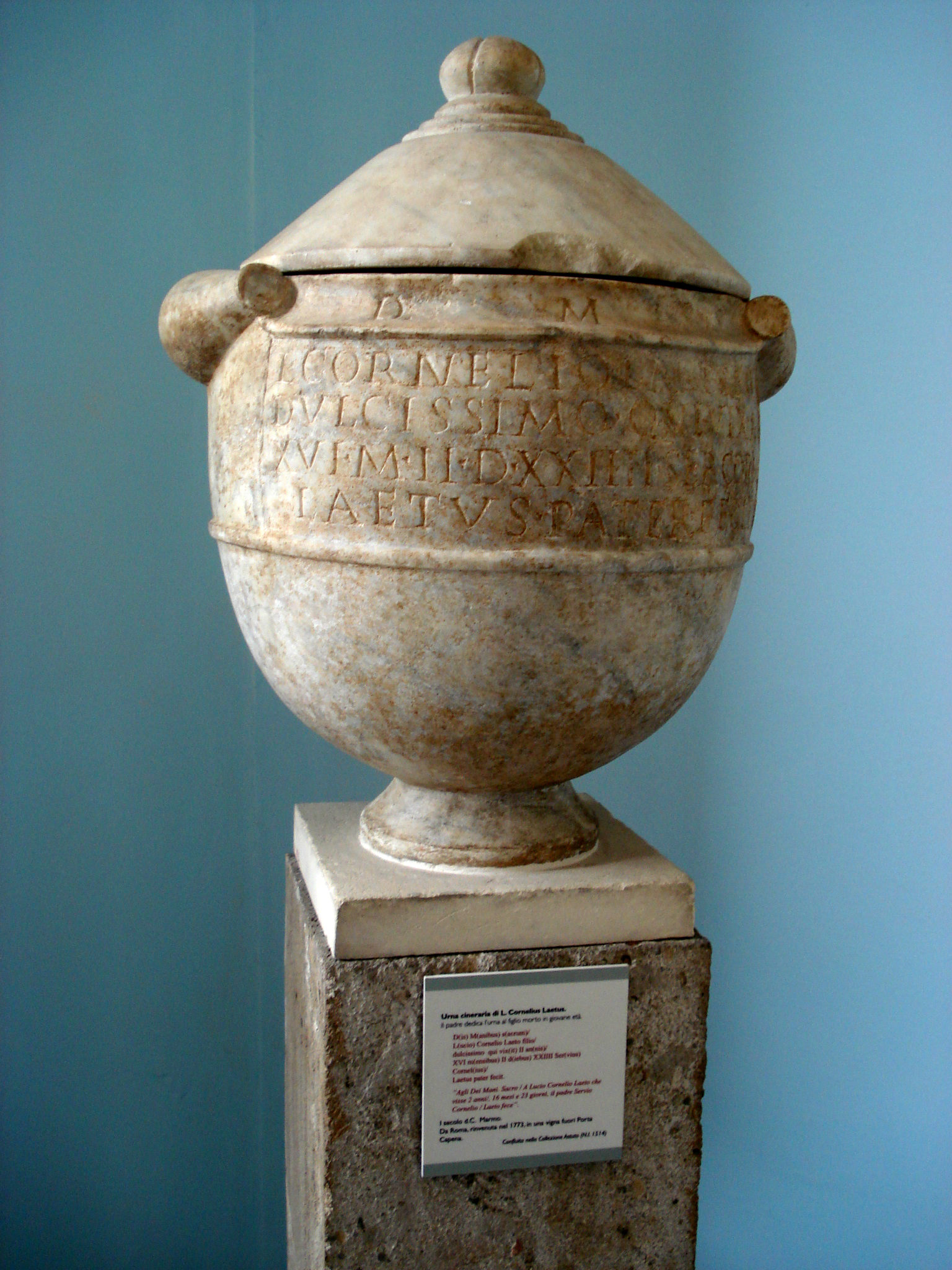
Палермо. Региональный археологический музей.
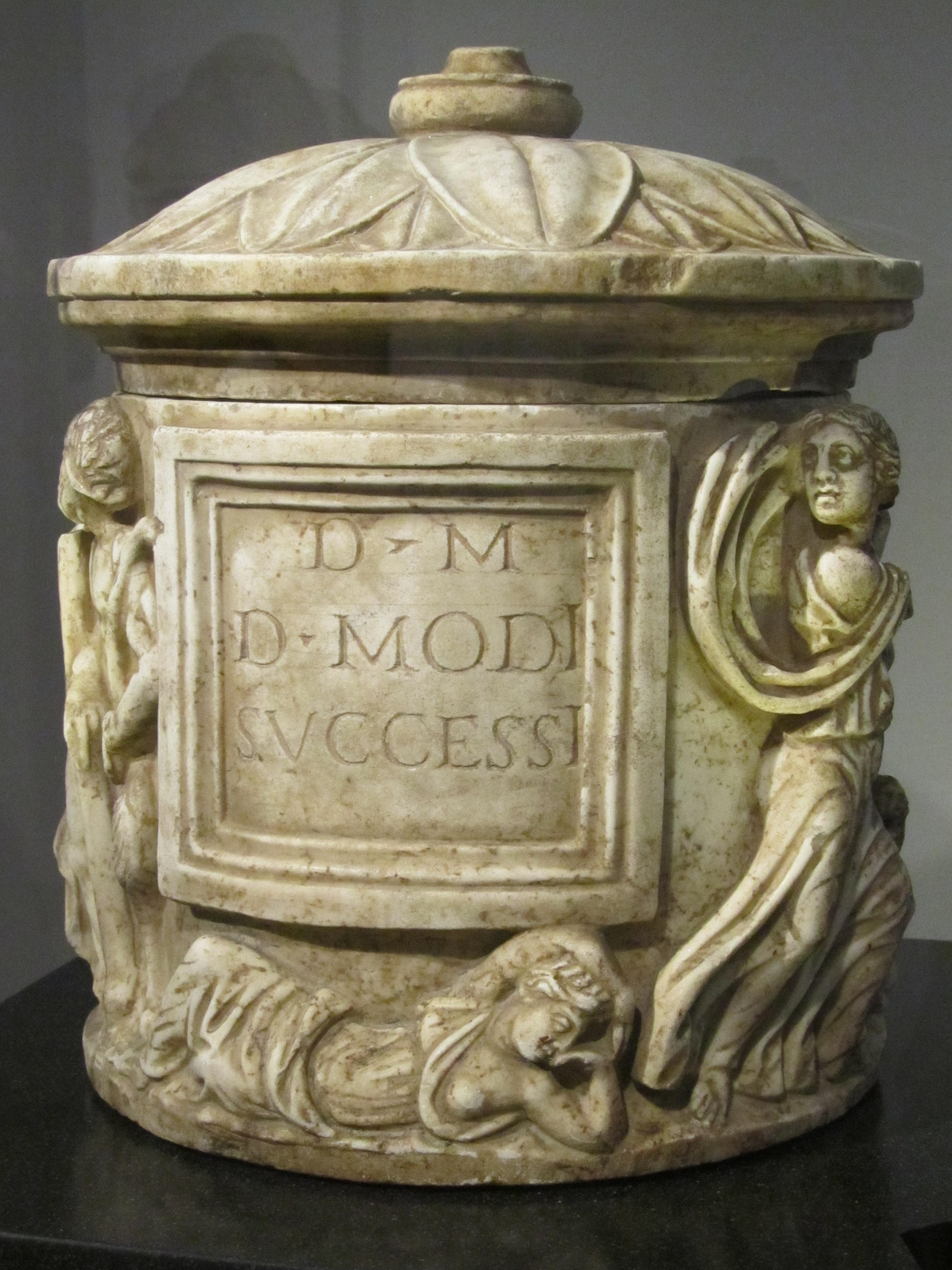
Римская урна, изображающая обретение Дионисом Ариадны на острове Наксос. Мрамор, 2-я четверть II века н.э., Герцогский музей Готы (Тюрингия).